# Stein-Wingert
Stein-Wingert – gmina w Niemczech, w kraju związkowym Nadrenia-Palatynat, w powiecie Westerwald, wchodzi w skład gminy związkowej Hachenburg. Składa się z miejscowości Wingert, Stein, Alhausen i Altburg.